# Bivacco Città di Mariano
Il bivacco Città di Mariano è situato in località Champoluc, in val d'Ayas. Si trova sulla conca di Rollin al disotto del ghiacciaio del Ventina a 2830 m s.l.m.

## Storia
Fu inaugurato il 20 settembre 1974 dalla sezione CAI di Mariano Comense, in seguito venne intitolato a Luciano Brenna (1935-1987), ex presidente della sezione.

## Caratteristiche e informazioni
L'edificio, di 230 cm x 280 cm, è ben riconoscibile già da lontano per il suo colore giallo, è stato ridipinto e ristrutturato nel 2008. All'interno si trovano 9 cuccette, coperte di lana, taniche, pentolame ed un fornellino. È presente una sorgente d’acqua a 100 metri dalla struttura.
Il bivacco è posto in un punto ad elevata panoramicità con vista sulle Cime Bianche, sui Tournalin, sul monte Roisetta e su gran parte della val d'Ayas. È un punto di appoggio per ascensioni ai monti vicini.

## Accessi
L'accesso al Mariano può avvenire da Saint Jacques des Allemands in circa 3.30 ore mediante il percorso 6C o in alternativa da Fiery con il percorso 6.

## Ascensioni
- Gobba di Rollin (3.902 metri)
- Colle superiore delle Cime Bianche (2.982 metri)
- Rocca di Verra (3.129 metri)
- Punta di Rollin (3.296 metri)
- Gran Lac de Tzére (2.860 metri)